# Kubataube
Die Kubataube (Starnoenas cyanocephala), auch Kuba-Erdtaube, Blaukopfwachteltaube, Kuba-Blaukopftaube oder Rebhuhntaube genannt, ist eine Art der Taubenvögel. Sie kommt ausschließlich auf Kuba vor. Sie ist die einzige Vertreterin ihrer Gattung und gilt als stark gefährdet.

## Erscheinungsbild
Die Kubataube erreicht eine Körperlänge von 31 Zentimetern. Das Gewicht beträgt durchschnittlich 225 Gramm. Es besteht kein Geschlechtsdimorphismus.
Kubatauben haben einen taubengrauen bis hellblauen Vorder- und Oberkopf. Von der Schnabelbasis zum Nacken verläuft über das Auge ein dunkelgrauer bis schwarzer Streif. Er ist auf der Unterseite von einem schmäleren weißen Streif eingefasst, der auf den Halsseiten endet. Die Kehle und die Oberbrust sind schwarz. Diese schwarze Federpartie ist von einem schmalen, teils unterbrochenen weißen Saum eingefasst. Die Körperoberseite ist olivbraun. Die Handschwingen sind etwas dunkler und die einzelnen Federn weisen hier einen schmalen rostfarbenen Saum auf. Der Schnabel ist an der Basis rot und wird zur Spitze hin dunkelblau bis schwarz. Die Iris ist dunkelbraun. Die Beine und Füße sind rot.
Sie fliegt mit einem schwirrenden Fluggeräusch auf. Der Instrumentallaut erinnert an den der Rebhühner. Ungewöhnlich an ihr ist, dass sie ähnlich wie Hühner senkrecht hochfliegen kann.

## Verbreitung, Lebensraum und Bestandsentwicklung

Das Verbreitungsgebiet der Kubataube

Die Kubataube kommt endemisch auf Kuba vor. Sie ist eine bodenbewohnende Waldtaube, die Urwälder besiedelt. Ihre Bestandszahl ist durch Rodungen und durch Bejagung stark zurückgegangen und in einzelnen Regionen ihres Verbreitungsgebietes ist sie sehr selten geworden. Der Bestand auf Kuba wird auf nur noch 1000 bis 2.400 Vögel eingeschätzt. Von der IUCN wird die Art als „endangered“ (= stark gefährdet) eingestuft.

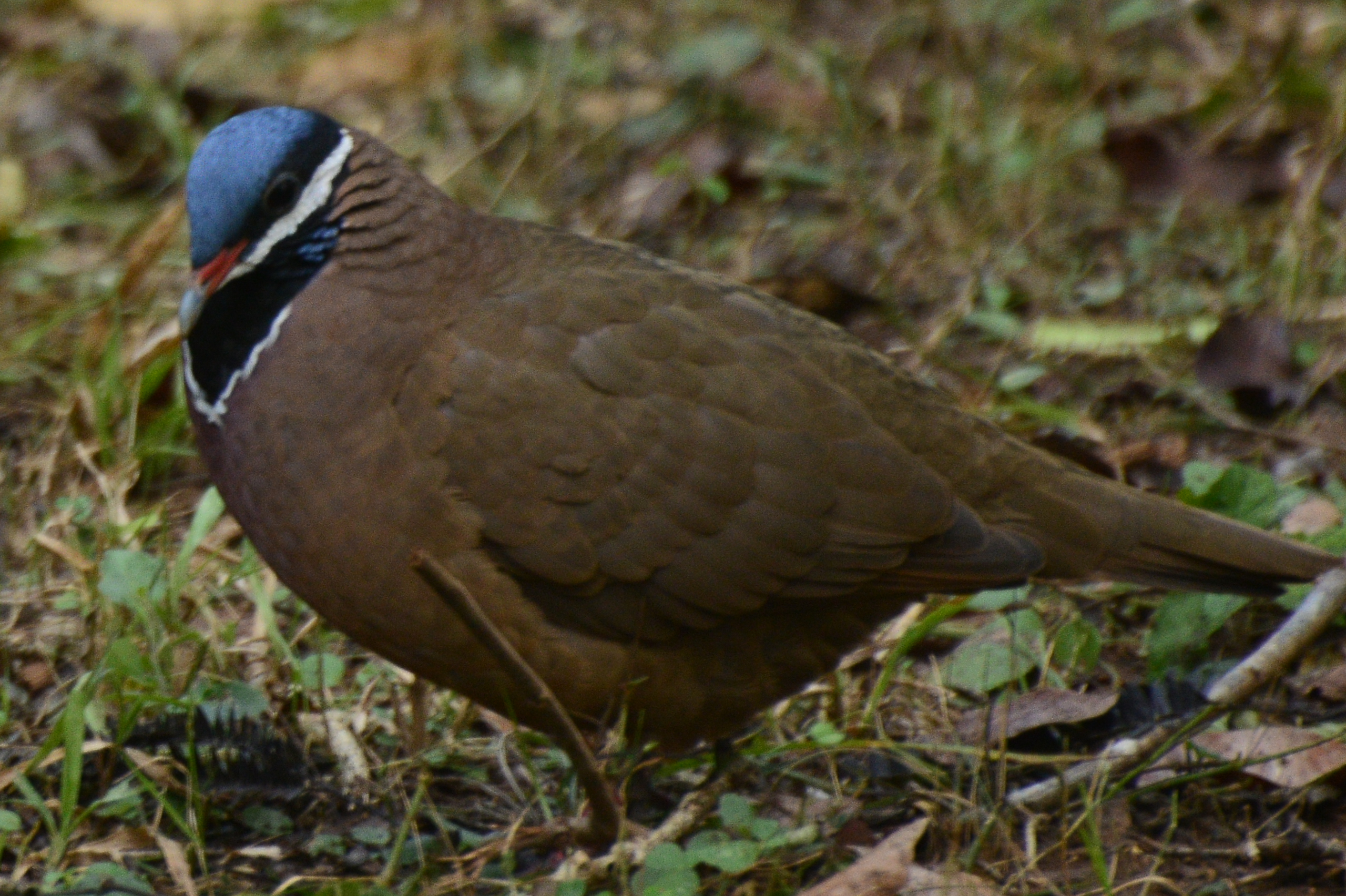
Kubataube

## Verhalten
Die Kubataube frisst Sämereien, Beeren sowie kleine Schnecken. Sie baumt zum Ruhen und Schlafen auf niedrige Äste von Bäumen und Zweigen auf. Ihr Nest errichtet sie entweder direkt auf dem Boden oder in niedriger Höhe im Gebüsch. Das Nest ist nur sehr lose aus trockenen Zweigen zusammengefügt. Das Gelege besteht aus zwei reinweißen Eiern.

## Systematik
Früher ging man davon aus, dass die Kubataube nah mit anderen mittel- und südamerikanischen Taubengattunge, z. B. Amerikanischen Erdtauben (Geotrygon) oder den Schallschwingentauben (Leptotila) verwandt ist. Sie hat jedoch einige Merkmale mit den Tauben Australasiens gemeinsam. Im März 2025 veröffentlichte Genanalysen zeigten, dass sie keine nahen Verwandten hat und sich eventuell schon vor 50 Millionen Jahren als eine von allen anderen Tauben eigenständige Entwicklungslinie abgespalten hat.

## Haltung in menschlicher Obhut
Die Kubataube wurde bereits 1794 nach England importiert. Ersthalter in Deutschland war der Berliner Zoo ab 1845. Dem Zoo in London gelang 1864 die erste Nachzucht. Sie ist eine ausgesprochen wärmeliebende Art, die auf einen geheizten Schutzraum angewiesen ist.

## Belege